# Кшевськ
Кшевськ (пол. Krzewsk, нім. Hohenwalde) — село в Польщі, у гміні Маркуси Ельблонзького повіту Вармінсько-Мазурського воєводства.
Населення — 433 особи (2011).
У 1975-1998 роках село належало до Ельблонзького воєводства.

## Демографія
Демографічна структура станом на 31 березня 2011 року:
|          | Загалом | Допрацездатний вік | Працездатний вік | Постпрацездатний вік |
| -------- | ------- | ------------------ | ---------------- | -------------------- |
| Чоловіки | 220     | 70                 | 138              | 12                   |
| Жінки    | 213     | 60                 | 119              | 34                   |
| Разом    | 433     | 130                | 257              | 46                   |

## Українці в Кшевську

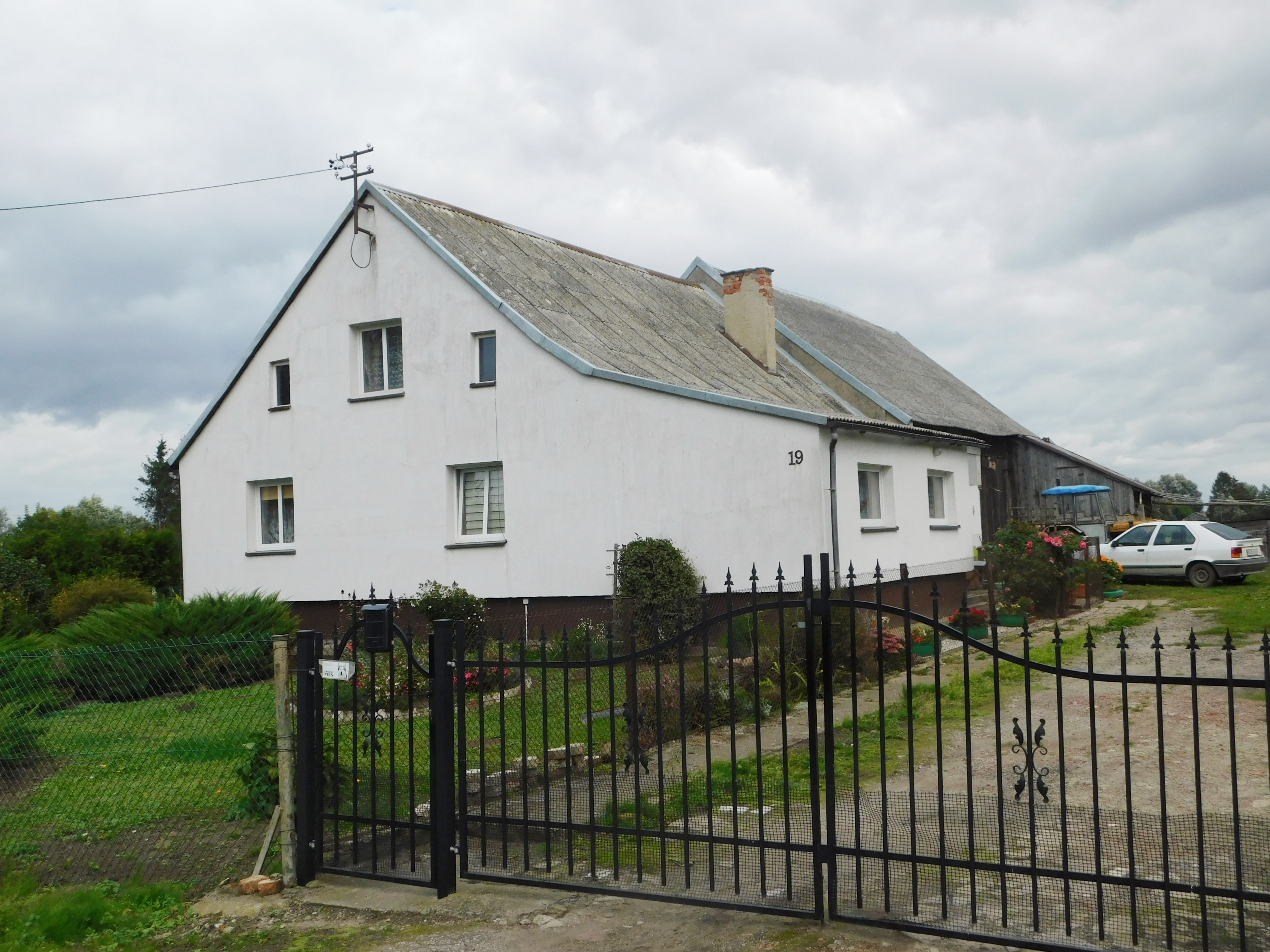
Понімецький будинок №19 в с. Кшевськ (поч. Войцехово), де по депортації з с. Затилля оселилася родина Павлищ. Фото 2022 р.

Розташований на західному березі озера Друзно Кшевськ (перша польська назва Войцехово) став місцем формування одного з найсильніших гуртків новопосталого Українського суспільно-культурного товариства. У Кшевську була стара школа, яку було передано на світлицю УСКТ. Головою цього гуртка, що існував з 1957 р. майже впродовж усього його існування був Михайло Павлище (з відомої в околицях Ельблонга української родини Павлищів депортованих з с. Затилля біля Любичі-Королівської). Родинний дім Павлищів - (Krzewsk 19) зберігся. Активним членом цього гуртка була українська вчителька Марія Божик-Гутовська. У Кшевську та Ельблонгу виник перший в регіоні український хор. Він концертував по околицям. Гурток УСКТ проводив у світлиці окрім проб хору також постановки п'єс місцевого драматичного гуртка та Шевченківські вечори, ялинки для дітей. Зараз школа, де знаходилася світлиця вже не існує. На її місці зведено дерев’яні будинки навпроти автозаправної станції «Лотос».